# ریما سن
ریما سن (انگلیسی: Reemma Sen؛ زادهٔ ۲۹ اکتبر ۱۹۸۱) یک هنرپیشه اهل هند است.
وی بازیگر فیلم‌هایی همچون اخبار بوده‌است.

## فیلم‌شناسی
فهرست برخی از فیلم‌هایی که ریما سن در آن‌ها به ایفای نقش پرداخته است:
- اخبار
- خشم
- سوپر
- فرار از تله
- برو راهتو برو
- دهاتی‌های خوش‌شانس
- دارودسته‌های واسیپور
- من ۲۰ ساله، تو ۱۸ ساله
- دارودسته‌های واسیپور- قسمت اول
- دارودسته‌های واسیپور- قسمت دوم
- رعد و برق
- مسیر شاه
- یک در هزار
- برادرشوهرش خوشش آمد
- اوه عزیزم